# Deutsche Einheitskurzschrift
Die Deutsche Einheitskurzschrift (DEK) ist ein weit verbreitetes deutsches Stenografie-System, heute de facto das nationale Kurzschriftsystem Deutschlands und Österreichs – in beiden Ländern ist die DEK „amtlich“. Sie wurde 1924 von einer staatlich einberufenen Expertenkommission geschaffen und basiert auf Schriftideen früherer Kurzschriftsysteme (Gabelsberger, Stolze-Schrey, Faulmann) und langjährigen Erfahrungen mit deren Anwendung. 1936 und 1968 erfolgten Systemrevisionen.

## Geschichte

### Die Anfänge
Anfang des 20. Jahrhunderts gab es insgesamt zehn große „Kurzschrift-Schulen“, unter anderem Gabelsberger, Stolze-Schrey, Stenotachygraphie und Faulmann, die sich einerseits bekämpften, andererseits in der Erkenntnis verbunden waren, dass ein einheitliches System am besten wäre.
1906 schlug der Bundesvorsitzende der Schule Gabelsberger vor, eine Stenografiekonferenz nach dem Vorbild der Orthographiekonferenz von 1901 einzuberufen. Im November dieses Jahres wurde außerdem ein Vorschlag verbreitet, einen Sachverständigenausschuss von 23 Personen verschiedenster Schulen einzusetzen.

### Der Weg zum Einheitssystem
Zwischen 1912 und 1914 wurde nach vier Sitzungen ein Entwurf erarbeitet. Ein geheimer Gegenentwurf, der kurze Zeit später bekannt wurde, stieß auf heftige Kritik seitens der Schulen und wurde in einer fünften Sitzung im Oktober 1917 fallen gelassen. Des Weiteren einigten sich die Beteiligten auf einen neuen Entwurf, der nicht mehr eine Mischung der aktuellen Systeme war, sondern nur noch wesentliche Elemente dieser enthalten sollte.
Im Februar 1918 wurde in einer sechsten Sitzung (zugleich auch die letzte des 23er-Ausschusses) ein Kompromissentwurf zwischen den Systemen Gabelsberger und Stolze-Schrey (der spätere „Entwurf B“) abgelehnt und stattdessen der sogenannte „Entwurf A“ vorgelegt, der mehr Ähnlichkeiten mit dem System Stolze-Schrey hatte.
Am 1. Mai 1918 wurden beide Entwürfe dem Reichskanzler vorgelegt. In der Tages- und Fachpresse stießen beide Entwürfe jedoch nur auf Hohn und Spott. Sowohl der preußische Landtag als auch der deutsche Reichstag diskutierten die Kurzschriftfrage zwei- bzw. einmal. Am Ende waren beide unzufrieden mit beiden Entwürfen. Der Wunsch eines Einheitssystems blieb aber bestehen.
1919 nahm sich Heinrich Schulz, der neue Staatssekretär im Reichsministerium, der Angelegenheit an und berief einen Ausschuss ein, in dem von jedem System ein Vertreter saß. Die Abstimmung fiel mit 10 : 1 auf die Einführung des „Entwurfs A“. Die Gegenstimme stammte vom Vertreter der Gabelsberger-Schule, der zugleich eine weitere Arbeit in dem Ausschuss ablehnte. Da Schulz jedoch erkannte, dass eine weitere Arbeit ohne den Vertreter des Gabelsberger-Systems sinnlos wäre, löste er den Elfer-Ausschuss auf und startete Verhandlungen mit Vertretern der Schulen Gabelsberger und Stolze-Schrey auf der Grundlage des „Entwurfs B“.
Im Juli 1922 wurde nach zahlreichen Fachausschusssitzungen, Unterausschusssitzungen und Regierungskonferenzen der „Juli-Entwurf“ erarbeitet, dem alle Reichsressorts und Länder zustimmten bis auf eines: Preußen. Viele maßgebliche Persönlichkeiten der preußischen Ministerialbürokratie waren nämlich Anhänger des Systems Stolze-Schrey und wollten unbedingt den „Entwurf A“ durchbringen.
1924 stand der Reichstag kurz davor, Vergleichskurse aller Systeme zu beschließen, doch Schulz sorgte durch seinen Optimismus als Berichterstatter im Reichstag dafür, dass dies vom selbigen wieder abgelehnt wurde. Am 12. April beschloss der Reichsverkehrsminister, das System Gabelsberger in den Verwaltungsdienst einzuführen. Im Mai schrieb Schulz, dass wenn keine Einigung in letzter Sekunde erzielt werde, ein kaum vorstellbarer Systemkampf ausbrechen würde. Im Juli beschloss das preußische Kabinett in einer geheimen Sitzung, das System Stolze-Schrey einzuführen, sollten Einigungsbemühungen endgültig scheitern. Schulz sah als einzige Möglichkeit, eine Einigung zu erzielen, das Aufgreifen des „Juli-Entwurfes“ von 1922. Am 21. Juli fand wieder eine Regierungskonferenz statt. Die Vertreter Preußens strebten jedoch abermals danach, die Konferenz zum Scheitern zu bringen, was ihnen diesmal auch gelang. Deshalb wurde im August der Erlass abgeschickt, das System Stolze-Schrey einzuführen, doch das System sollte vorher noch verbessert werden. Am 1. September schrieb Schulz dem preußischen Ministerpräsidenten Otto Braun und beschwor ihn noch einmal, den „Juli-Entwurf“ nachträglich anzunehmen. Am 3. September endlich erklärte sich das preußische Staatskabinett bereit, dem Entwurf zuzustimmen, sollten bis zum 20. September alle übrigen Länder zustimmen. Hierzu reiste Schulz eigenständig in die jeweiligen Länder und bewog die zuständigen Minister zur Zustimmung. Am Ende gelang es ihm, von allen Ministern eine Zustimmung einzuholen.

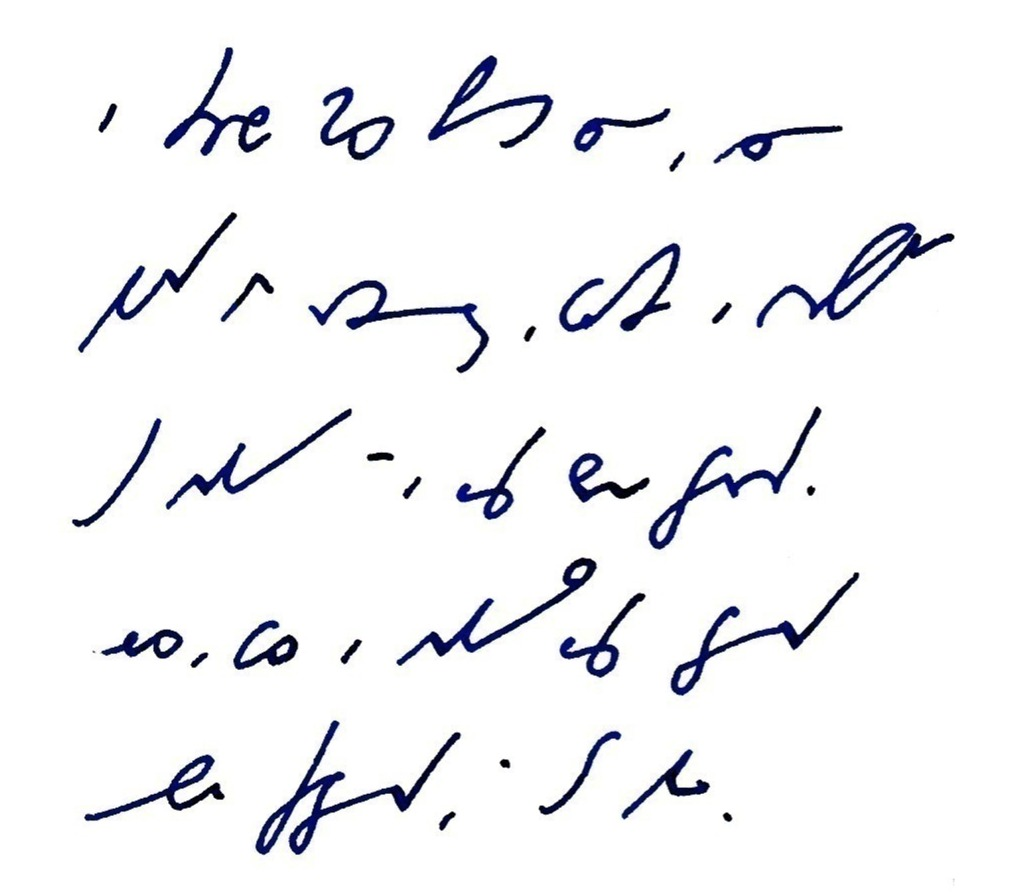
Stenografische Aufzeichnung eines Kolping-Zitats, 2009 in Deutscher Einheitskurzschrift (Verkehrsschrift) geschrieben: „Die Jugend muss froh sein, also gebührt ihr Erholung, welche die Kräfte zur Arbeit und die Lust daran stärkt. Alles, was die Arbeitslust stört oder zerstört, ist von Übel.“

Damit war am 20. September 1924 die Deutsche Einheitskurzschrift geschaffen. Von nun an hatte auch Deutschland ein einheitliches Kurzschriftsystem. Die Deutsche Einheitskurzschrift bestand aus zwei Stufen: der Unterstufe oder „Verkehrsschrift“ und der Oberstufe oder „Redeschrift“.
Viele Gegner der Einheitskurzschrift versuchten dennoch, das Geschehene rückgängig zu machen. So schlugen 165 preußische Gymnasialdirektoren dem Reichsinnenminister Vergleichskurse vor. Jedoch nahm am 16. Mai 1925 auch der Deutsche Reichstag die Einheitskurzschrift endgültig an und gab wenig später zahlreiche Erlasse und Verfügungen heraus, die die Einführung des Systems regelten.

### Die Einheitskurzschrift und der Nationalsozialismus, zweite Reform von 1936
1933 sahen die Gegner der Einheitskurzschrift wieder eine Chance: Sie forderten von den Nationalsozialisten teils die Einführung eines neuen Systems, teils neue Verhandlungen. Dennoch kamen sie nicht zum Zuge, denn der Mann, der die entscheidenden Beziehungen besaß, war selber Einheitsstenograf. Dieser Mann war Karl Lang, der von Hans Schemm, dem Reichsführer des NS-Lehrerbundes, später zum „Sachverständigen der NSDAP für Kurzschrift“ ernannt wurde. Dieser ließ im April 1933 eine Denkschrift anfertigen, in der es hieß, die Reichsregierung habe 1924 eine Einheitskurzschrift durchgesetzt, wodurch die Kurzschrift Sache des Staates sei. Im Mai trat auch die Reichsregierung über Rundfunk für die Einheitskurzschrift ein. Das System wurde jedoch in „Deutsche Kurzschrift“ umbenannt.
Im November 1934 erklärte das Reichserziehungsministerium, die Einheitskurzschrift habe sich nicht bewährt und die Systemfrage müsse noch einmal geprüft werden.
1934/35 wurde in geheimen Verhandlungen mit ständig wechselnden Teilnehmern das System überprüft und überarbeitet.
Am 30. Januar 1936 wurde schließlich eine neue Urkunde verabschiedet. So wurde in der Unterstufe die Anzahl an Kürzeln (108 Kürzel) und Kürzungen reduziert und die Oberstufe in „Eilschrift“ umbenannt. Zusätzlich gab es zur Verkehrsschrift noch sogenannte „Wahlfreie Bestimmungen“, deren Anwendung ins Ermessen des Schreibers gestellt war.

### Nach dem Zweiten Weltkrieg und dritte Reform von 1968
Zwar wurde nach dem Krieg der Unterricht wieder aufgenommen und neue Vereine entstanden, aber auch die Gegner der Einheitskurzschrift wurden wieder aktiv, diesmal mit einem gewissen Erfolg: So wurden in Rheinland-Pfalz das System von 1936 verboten und neben dem System von 1924 auch ältere Systeme zum Unterricht zugelassen.
Im Laufe der Zeit entstanden allerdings mehrere Bestrebungen, das bisherige System zu verbessern bzw. zu ändern. Besonders hervorgetan haben sich dort Georg Paucker und Josef Brandenburg, die die wahlfreien Bestimmungen auf Verkehrs- und Eilschrift aufteilten, um sie als Zwischenstufe zu beseitigen.
Am 10. Oktober 1952 gab die Kultusministerkonferenz bekannt, dass zum Unterricht nur ein System zulässig sei und kein Anlass bestehe, das System von 1936 zu ändern. Dennoch könnten die Länder über die Darbietung des Stoffes selber entscheiden. Dadurch taten sich später Unterschiede zwischen den einzelnen Systemformen der Länder auf. Die Einheitlichkeit war gestört.
Am 5. Dezember 1959 revidierte die Kultusministerkonferenz den Entschluss von 1952 und setzte einen „Sachverständigenausschuss für Kurzschriftfragen“ ein, mit dem Ziel, eine einheitliche Darbietung zu erarbeiten.
1962 legte dieser Ausschuss nach vier Sitzungen (drei in Bonn, die letzte in Wien) den sogenannten „Wiener Entwurf“ vor. Dieser sah die Gliederung in „Verkehrsschrift“ und „Schnellschrift“ (gegliedert in „Eilschrift“ und „Redeschrift“) vor.
Am 29. März 1963 beriet das Plenum der Kultusministerkonferenz über den Entwurf, vertagte anschließend jedoch die Entscheidung, da Bayern und Baden-Württemberg dem Entwurf nicht zustimmten.
Am 19. Januar 1967, während einer erneuten Plenarsitzung, erklärten Bayern und Baden-Württemberg, die Bestrebungen nach Einheitlichkeit sollten an ihnen nicht scheitern, sodass der „Wiener Entwurf“ doch einstimmig angenommen wurde (bei zwei Enthaltungen).
Im November 1967 überarbeitete der Sachverständigenausschuss nochmals den Entwurf, dem anschließend das Plenum der ständigen Kultusministerkonferenz am 28. März 1968 zustimmte.
Am 20. Juni 1968 wurde die neue „Wiener Urkunde“ veröffentlicht, die anschließend am 1. August 1968 in Kraft trat.
Am 1. Juni 1970 führte die DDR eine eigene, neue Systemurkunde ein, die das System in die drei Stufen „Notizschrift“, „Diktatschrift“ und „Redeschrift“ spaltete.

## Das System der Deutschen Einheitskurzschrift

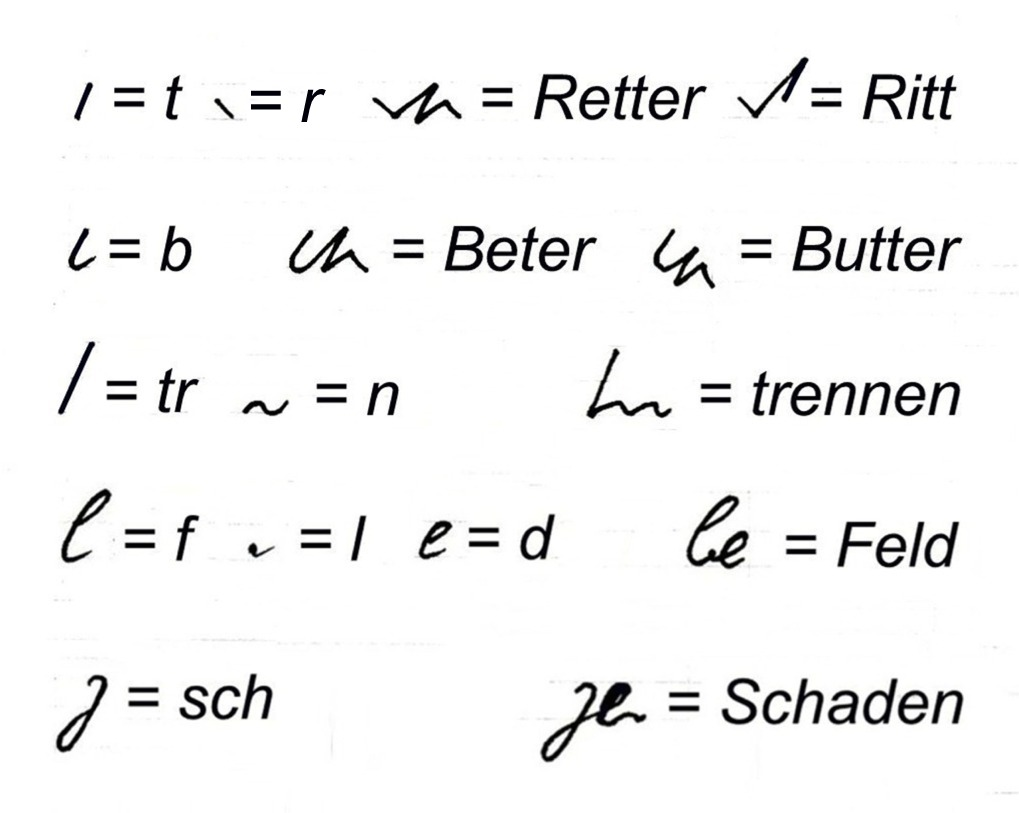
Zeichen und Wortbeispiele der Deutschen Einheitskurzschrift nach der Wiener Urkunde von 1968

Die DEK ist auf besonderen Zeichen für Mitlaute, Mitlautfolgen und Selbstlaute, Kürzeln für häufig vorkommende Silben und Wörter sowie Silbenteilen bzw. Silbenzeichen aufgebaut. Selbstlaute (Vokale und Diphthonge) werden aber nur mit feststehenden Zeichen dargestellt, wenn ihnen kein Konsonant folgt, beispielsweise am Ende eines Wortes. Normalerweise sind sie im folgenden Konsonanten bzw. Auslaut anzudeuten. So wird das e durch enges Verbinden zweier Mitlautzeichen auf selber Höhe dargestellt; zur Darstellung des o wird weit verbunden (etwa dreimal so weit wie beim e), das i zeigt ein eng verbundener Konsonant an, der eine halbe Stufe hochgestellt ist, das u ein tiefgestelltes Mitlautzeichen mit enger Verbindung. Ebenfalls mit Hochstellung bzw. Tiefstellung, aber weiter Verbindung, werden ei und eu angedeutet. Außerdem gibt es verstärkte Konsonanten, die je nach Verbindungslänge und -höhe ein vorangehendes a, au, ö, ü, ä oder äu darstellen. Sollen zwei Konsonanten oder Kürzel ohne dazwischenliegenden Vokal dargestellt werden, so sollen diese Zeichen „möglichst eng“, also noch enger als bei der engen Verbindung, verbunden werden.
| Verbindungsart     | Einfache Darstellung des Konsonanten | Verstärkte Darstellung des Konsonanten |
| ------------------ | ------------------------------------ | -------------------------------------- |
| Enge Verbindung    | e (auch für ä)                       | a                                      |
| Weite Verbindung   | o                                    | ö                                      |
| Enge Hochstellung  | i                                    | ü                                      |
| Weite Hochstellung | ei                                   | ä                                      |
| Enge Tiefstellung  | u                                    | au                                     |
| Weite Tiefstellung | eu                                   | äu                                     |

Die Kürze der Schrift wird außer dem grundsätzlichen Verzicht auf Zeichen für Vokale, das Zusammenfassen von Konsonanten in sogenannten Mitlautfolgezeichen und den Gebrauch von Kürzeln durch die einfache, schnörkellose Form der Zeichen erreicht. Ein t ist beispielsweise ein kurzer gerader Strich. Wird er in doppelter Größe geschrieben, ist er als tr zu lesen. Hinzu kommt, dass die Deutsche Einheitskurzschrift grundsätzlich keine Doppellaute gebraucht (außer ll, ss und rr) und nicht zwischen Groß- und Kleinschreibung unterscheidet. Beet und Bett sind in der kurzschriftlichen Darstellung meist gleich; der Unterschied geht aus dem Zusammenhang hervor, in dem das Wort steht. Auch das Dehnungs-h wie in fahren entfällt. Das verhältnismäßig aufwendig darzustellende ä (Hoch- und Weitstellung sowie Verstärkung) wird meist durch e ersetzt, solange keine Verwechslungsgefahr besteht.
Das System gliedert sich seit 1968 in die aufeinander aufbauenden Systemstufen Verkehrsschrift, Eilschrift und Redeschrift. Letztere bieten Regeln zur weiteren Verkürzung bzw. Kürzung. Beispielsweise wird in vielen Schlusssilben auf er das e weggelassen, sodass unter anderem in dem Wort oder nur das Zeichen für dr geschrieben wird statt eines d und r.

### Bayerischer Vorbehalt
Gemäß der Bekanntmachung vom 2. August 1968 des Bayerischen Kultusministeriums können Kurzschriftlehrer nach eigener Wahl folgende Bestimmungen der Eilschrift ganz oder teilweise bereits im Ausbildungsabschnitt der Verkehrsschrift behandeln. Durch diese Bestimmungen entsteht eine nicht durch die Systemurkunde gedeckte Zwischenebene wahlfreier Bestimmungen zwischen Verkehrsschrift und Eilschrift.
1. Die Möglichkeit der Überdeckung von Haarstrichen nach §11.6 der Systemurkunde, in den Fällen, in denen auf Aufstrich-t ein sinnbildlich zu bezeichnendes a oder -ik, -ion oder -iv folgen (bei -tik, -tion wie in der Systemurkunde von 1936, -tiv jedoch unter Ausstoßung des Aufstrich-t zu schreiben sind).
2. Folgende weitere Kürzel:
  1. nach § 12: beschäftig, darauf, dis-, du, etwa, forder, förder, genossenschaft, gesamt, geschäft, groß, -ial, -i(e), -i-e, -iell, -(t)isch, immer, int(e)r, -ismus, -ismen, -istisch, macht, manch, mensch, mindest(ens), müss(ß), punkt, -sam, -selb, selbständig, selbstverständlich, sonst, sozi(al), tag, täg-, volk, wenigst(ens), -z-ung;
  2. nach § 13: gesellschaft, größ, muss, -nis, -tnis, -nisse, -tnisse, -(i,e)tät, trans-, wirtschaft
3. Die Anwendung von § 11.1d auf Kürzel: Alle Kürzel für Zeitwörter gelten auch für die zweite Person.
4. Die Vorwegnahme von § 11.2 Satz 1: -ung wird mit den Verschmelzungen, die die Systemurkunde von 1936 enthält, angewandt.

In der Zwischenzeit ist diese Ausnahmeregelung eher in den Hintergrund getreten, ist aber bis heute noch Teil der entsprechenden Lehrpläne in Bayern.

## Leistungsfähigkeit des Systems
Die erfassbare Informationsmenge – ausgedrückt in Silben pro Minute – hängt von der angewandten Systemstufe und der Routine des Schreibers ab. Mit der Verkehrsschrift werden durchschnittlich etwa 80 bis 120 Silben pro Minute erreicht, was bereits zwei- bis dreimal so effektiv ist wie die gewöhnliche Handschrift (Langschrift).
Die Eilschrift führt zu einer Erfassungsgeschwindigkeit bis etwa 200 Silben je Minute und enthält weitere Kürzel sowie verschiedene Verkürzungs- und Kürzungsregeln. Beispielsweise wird in vielen Endsilben (Sprechsilben) auf -er das e unterdrückt, sodass zwei Handbewegungen gespart werden und beispielsweise das Wort Retter nur mit dem Zeichen r, einem Verbindungsstrich und dem Mitlautfolgezeichen tr geschrieben wird. Ohne diese Verkürzung wären zusätzlich ein weiterer Verbindungsstrich und das r am Schluss zu schreiben.

Text in Verkehrsschrift: Wikipedia ist ein Projekt zum Aufbau einer Enzyklopädie aus freien Inhalten, zu denen du sehr gern beitragen kannst.

Die Redeschrift nutzt vor allem feststehende Redewendungen sowie graphische Kürzungsmittel optimal aus und bietet das Instrumentarium für eine Hochleistungsstenografie. Die Wendung „Ich stehe auf dem Standpunkt“ besteht beispielsweise aus dem Kürzel ich und einem daruntergesetzten Punkt. Mit der Redeschrift erreichen manche Stenografen kurzzeitig Schreibgeschwindigkeiten von 500 Silben pro Minute und mehr. Bei den Stenografie-Weltmeisterschaften erzielen Spitzenschreiber, die die DEK anwenden, regelmäßig vordere Plätze.
Der Rekord unter Anwendung der Deutschen Einheitskurzschrift beträgt 520 Silben pro Minute und wurde im April 1975 auf dem 13. DDR-Stenografentag in Karl-Marx-Stadt von Helmut Gehmert, Manfred Kehrer und Dietrich Lepski aufgestellt. Die gleiche Geschwindigkeit erreichte Josef Hrycyk Anfang Oktober 1975 bei den Hessischen Meisterschaften in Lauterbach.
Von einem durchschnittlichen Stenotypisten wird erwartet, dass er ungefähr 150 Silben pro Minute und 210 Anschläge pro Minute erreicht. Man rechnet also damit, dass er einen Text knapp dreimal so schnell nach Diktat aufnehmen kann, wie er ihn über eine Tastatur erfassen würde. Bei mehr Berufserfahrung und konsequenter Erweiterung der Fähigkeiten in Stenografie und Maschinenschreiben dürfte sich das Verhältnis noch weiter zugunsten der Stenografie bewegen.
Als Diktatschrift hat die Kurzschrift ihre Bedeutung weitgehend verloren, im Gegensatz zum Gebrauch als Notizschrift, zum Beispiel bei der Protokollführung.

## Kritik an der DEK
Kritik wurde gelegentlich an den Verstärkungen zur Andeutung der Vokale wie a usw. laut, weil sie spezielle Bleistifte (Stenostifte) oder Schreibfedern erforderten. Seit der Überarbeitung von 1968 – festgelegt in der sogenannten Wiener Urkunde – ist die Eingangsstufe (Verkehrsschrift) aber so ausgelegt, dass die Schrift sich auch ohne diese Verstärkungen lesen lässt und mithin jedes beliebige Schreibzeug benutzt werden kann.
1925, kurz nachdem die Deutsche Einheitskurzschrift als amtliches System eingeführt wurde und es zu Eingaben kam, die Einführung rückgängig zu machen, gab es eine Diskussion im Deutschen Reichstag, bei der der Abgeordnete Theodor Heuss sagte, das neue System sei zwar schlechter als Gabelsberger, auch schlechter als Stolze-Schrey, aber Einheit sei notwendig.
In Fachkreisen steht die Unterstufe der Einheitskurzschrift, die Verkehrsschrift, für die Verwendung als Notizschrift wegen vermeintlich schwerer Erlernbarkeit, eines zu umfangreichen Regelwerks und eines angeblich zu langen und zu großen Lernaufwands seit den 1950er-Jahren unter starker Kritik. Wiederholt wurden Alternativsysteme veröffentlicht, die eine schnellere und einfachere Erlernbarkeit ermöglichen sollten. Am bekanntesten davon wurden die Notizschrift auf der Grundlage der Deutschen Einheitskurzschrift von Hans-Jürgen Bäse und anderen (1986 erstmals veröffentlicht) sowie die Stiefografie. Die Zeitschrift „Die Volkshochschule“ veröffentlichte 1972 einen Vergleich der Stiefografie mit der Deutschen Einheitskurzschrift.